# NGC 6872 e IC 4970
NGC 6872 e IC 4970 sono un insieme di due galassie interagenti ad oltre 200 milioni di anni luce di distanza, nella costellazione del Pavone.
Il 29 marzo 1999, l'European Southern Observatory (ESO) ha osservato queste galassie mostrando la galassia a spirale barrata NGC 6872 dalla peculiare forma di segno di integrale. Questa è di tipo SB (s) b ed è accompagnato da una galassia più piccola, che interagisce con lei, la IC 4970 che è di tipo E7-S0. Uno dei bracci a spirale della NGC 6872 è significativamente disturbato ed è popolato da una pletora di oggetti bluastri, molti dei quali sono regioni di formazione stellare. Questo può essere stato causato dal relativamente recente passaggio della IC 4970 attraverso di essa.

## NGC 6872
NGC 6872 si estende su più di 6 minuti d'arco nel cielo e la sua dimensione reali da punta a punta risulta essere di 522.000 anni luce, facendo di NGC 6872 la più grande galassia a spirale dell'Universo conosciuto, al gennaio 2013.